# Szécsényfelfalu
Szécsényfelfalu là một thị trấn thuộc hạt Nógrád, Hungary. Thị trấn này có diện tích 8,22 km², dân số năm 2010 là 457 người, mật độ 56 người/km².